# کاسینین
کاسینین (به انگلیسی: Kassinin) با فرمول شیمیایی C59H95N15O18S یک ترکیب شیمیایی با شناسه پاب‌کم 45749 است. که جرم مولی آن ۱۳۳۴٫۵۴ گرم بر مول می‌باشد. 